# بروميد الذهب الأحادي
بروميد الذهب الأحادي (أو أحادي بروميد الذهب) هو مركب كيميائي صيغته AuBr، ويوجد في الشروط القياسية على شكل صلب بلوري أصفر اللون.

## التحضير
يمكن أن يحضر المركب من التفاعل المباشر بين عنصري الذهب والبروم؛ أو من التفكك الحراري لمركب بروميد الذهب الثلاثي عند شروط مضبوطة من الضغط ودرجة الحرارة.

## الخواص
في الشروط القياسية يوجد المركب على شكل صلب يتراوح لونه من الأصفر إلى البني. هناك شكلان بلوريان من بروميد الذهب الأحادي؛ الأول منهما مماثل بنيوباً لبنية مركب كلوريد الذهب الأحادي، وذلك بوجود وحدة خلية رباعية السطوح مركزية والزمرة الفراغية I41/amd مع أبعاد الشبكة البلورية وفق ما يلي: a = 6.734 Å و c = 8.674 Å. أما الشكل الثاني فهو مماثل بنيوياً لمركب يوديد الذهب الأحادي بوجود وحدة خلية رباعية السطوح أولية، والزمرة الفراغية P42/ncm مع أبعاد الشبكة البلورية وفق ما يلي: a = 4.296 Å و c = 12.146 Å. تم الحصول على بلورات مفردة من هذين الشكلين بواسطة تفاعل نقل كيميائي بالبخار.
أجريت حسابات باستخدام نظرية الكثافة الوظيفية لمعرفة خواص الهاليدات الأحادية البنيوية واختلافها من حيث قلة تناطر البنية عن البنى المتراصة والمتناظرة للمركبات الأخرى.